# پیتر بروک
پیتر استفان پل بروک (به انگلیسی: Peter Stephen Paul Brook) (زاده ۲۱ مارس ۱۹۲۵ – درگذشته ۲ ژوئیهٔ ۲۰۲۲) کارگردان نوآور تئاتر و سینمای بریتانیایی بود. او با بدعت و تأثیرگذاری بر تئاتر معاصر با به‌کارگیری عناصر تئاتر شرق به شهرت رسید.

## زندگی و حرفه
پیتر بروک در سال ۱۹۲۵ در لندن زاده شد. او تحصیلات خود را در رشته تئاتر در دانشگاه آکسفورد گذارند. بروک شماری از فیلم‌های مهم را در انگلستان و فرانسه کارگردانی کرده‌است. آثار نمایشی بروک تحت تأثیر تئاتر روایی برتولت برشت و نگاه تیره اجتماعی جان کت، پژوهشگر آثار شکسپیر است.
نخستین اثر سینمایی او یک فیلم کوتاه به نام سفر احساسی است که آن را هنگام تحصیل در آکسفورد کارگردانی کرد. در بیست سالگی نخستین اجرای تئاتر را با کارگردانی نمایش شاه جان (با بازی پل اسکافیلد) تجربه کرد. پس از آن در لندن، مسکو، پاریس و نیویورک نمایش‌های بسیاری را بر روی صحنه برد. بروک برخی از نمایش‌هایش را به فیلم برگردانده است.
بروک همچون بعضی معاصرانش چون آریان منوشکین و بهرام بیضایی به استفاده از روش‌های تئاتر مشرقی مشهور است.

## ایران

### جشن هنر شیراز
بروک یک بار در سال ۱۳۵۱ خورشیدی (۱۹۷۱ میلادی) برای شرکت در جشن هنر شیراز به ایران سفر کرده بود. او در آن مراسم، تئاتر «اورگاست» را با حضور بازیگران ایرانی همچون سیاوش تهمورث، پرویز پورحسینی، هوشنگ قوانلو و فهیمه راستکار وهمراهی متن نمایشنامه  مهین تجدد  اجرا کرده‌بود. بروک به دلیل سفر دهه پنجاه به ایران و نیز ترجمه بسیاری از نوشته‌های او در مورد تئاتر به فارسی، در ایران بسیار شناخته شده و محبوب است.

### انصراف از سفر به ایران
پیش از آغاز بیست و هشتمین جشنواره تئاتر فجر و در حالی که در رسانه‌ها خبر از تحریم گسترده جشنواره به دلیل اعتراض به سرکوب معترضان به نتایج دهمین دوره انتخابات ریاست جمهوری توسط اهالی تئاتر بود ستاد برگزاری جشنواره خبر حضور پیتر بروک در تهران و اجرای نمایش مفتش بزرگ توسط گروه او را اعلام کرد و دبیر جشنواره حضور او را قطعی دانست. اما پس از چند روز این ستاد با انتشار اطلاعیه‌ای از انصراف گروه تئاتر بروک خبر داد. در مقابل سخنگوی گروه تئاتر بروک دلیل عدم حضور در جشنواره را رد دعوت ستاد جشنواره دانست. او در گفتگو با رادیو فردا گفت: «تمامی اعضای گروه معتقد بودند که در این مقطع انجام چنین پروژه‌ای صحیح نیست و در حال حاضر پرونده این موضوع بسته شده‌است».
پیش از اعلام خبر انصراف گروه پیتر بروک، گروهی از معترضان در فیس‌بوک و نیز تعدادی از هنرمندان مطرح تئاتر ایران طی نامه‌ای از پیتر بروک خواسته بودند تا به دلیل رویدادهای پس از انتخابات در جشنواره شرکت نکند. آن‌ها این درخواست را از همه گروه‌های تئاتر خارجی داشتند.

## درگذشت
در روز ۲ ژوئیه ۲۰۲۲ در ۹۷ سالگی در پاریس درگذشت.

## آثار

### مهم‌ترین آثار تئاتری برای تئاتر سلطنتی شکسپیر
- چشم در برابر چشم (۱۹۵۰)
- قصه زمستانی (۱۹۵۲)
- تیتوس آندرونیکوس (۱۹۵۸)
- شاه لیر (۱۹۶۲)
- مارا-ساد (با نام کامل «شکنجه و قتل ژان-پل مارا، به‌نمایش درآمده توسط ساکنان دیوانه‌خانهٔ شارانتون، به کارگردانی مارکی دوساد») (۱۹۶۴)
- رویای شب نیمه تابستان (۱۹۷۰)

### دیگر آثار تئاتری مهم
- هملت
- ملاقات
- مارا/ساد
- اُدیپوس
- گردهمایی پرندگان
- ماهابارتا
- ارگاست در پرسپولیس (۱۹۷۲)
- بالکن (۱۹۶۰)
- گربه روی شیروانی داغ

### فیلم‌شناسی
- اپرای فقرا (۱۹۵۳)
- مدراتو کانتابیله (هفت روز… هفت شب) (۱۹۶۰)
- سالار مگس‌ها (۱۹۶۳)
- سوار والکیری (۱۹۶۷)
- مارا/ساد (۱۹۶۷)
- به من دروغ بگو (۱۹۶۸)
- شاه لیر (۱۹۷۱)
- ملاقات با مردان برجسته (۱۹۷۹)
- چشم در برابر چشم (۱۹۷۹)
- باغ آلبالو (۱۹۸۲)
- تراژدی کارمن (۱۹۸۳)
- ماهابارتا (۱۹۸۹)
- تراژدی هملت (تله‌فیلم، ۲۰۰۲)